# Route nationale 198b
Die Route nationale 198B, kurz N 198B oder RN 198B, ist eine französische Nationalstraße auf Korsika, die 1839 in Porto-Vecchio als Anschlussstraße zum Hafen angelegt wurde. 1973 wurde sie zu einer Kommunalstraße abgestuft.